# Mortdecai – Der Teilzeitgauner
Mortdecai – Der Teilzeitgauner (Originaltitel: Mortdecai) ist eine US-amerikanische Krimikomödie mit Johnny Depp, Gwyneth Paltrow und Paul Bettany in den Hauptrollen. Der Film basiert auf den Romanen von Kyril Bonfiglioli.
Depp spielt Charlie Mortdecai, einen aristokratischen Lebemann, der in Geldsorgen ist. Aufgrund seiner Steuerschulden und früherer Vergehen muss er für den britischen Geheimdienst MI-5 auf die Jagd nach einem Gemälde gehen, auf dessen Rückseite sich angeblich ein Code für ein Nummernkonto befindet.

## Handlung
Der englische Lord Charlie Mortdecai ist ein Kunsthändler, der sein Geld auch mit Betrügereien verdient. Er und sein Diener Jock geraten so regelmäßig in Probleme wie Schießereien und Prügeleien, die in der Regel Jock lösen muss. In der Anfangsszene versucht Mortdecai, dem Asiaten Fang Fat eine wertvolle Vase zu verkaufen, woraufhin dieser zuerst den Preis von drei auf eine Million Dollar drückt, weil ihn Mortdecai bei einem früheren Geschäft betrogen hatte, und danach gar nichts mehr bezahlen und Mortdecai einen Finger abschneiden lassen will. Es entsteht eine Prügelei, in deren Verlauf das Lokal und auch die Vase zu Bruch gehen und Jock und Mortdecai fliehen können.
Nach etlichen fehlgeschlagenen Geschäften ist Mortdecai mittellos und hat hohe Steuerschulden. Seine Frau Johanna beschließt daraufhin, Teile der Kunstsammlung auf einer Auktion verkaufen zu lassen. Zugleich will Mortdecai seinen Rolls-Royce an den Amerikaner Milton Krampf verkaufen und lässt ihn zu diesem Zweck von dem Werkstattbetreiber Spinoza herrichten.
Während seiner letzten Geschäftsreise hat sich Mortdecai einen Schnurrbart, von ihm liebevoll „Moustache“ genannt, wachsen lassen und will seine Frau damit überraschen. Diese zieht sich jedoch abgestoßen von ihm zurück und verlangt, dass er sich rasiert. Als er später zu ihr ins Zimmer kommt und sie nach langem Betteln dazu bewegen kann, ihn doch zu küssen, überkommt sie ein Würgereflex, und sie besteht weiter darauf, dass der „Moustache“ verschwinden muss.
Die Restauratorin Bronwen wird von Emil Strago, einem bekannten Terroristen, mit einem Pfeil ermordet, und Strago stiehlt ihr das Bild, an dem sie gerade arbeitet. Wie sich später herausstellt, handelt es sich dabei um einen lange verschollenen Goya, auf dessen Leinwandrückseite zudem Hermann Göring die Nummer eines Schweizer Bankkontos verewigt haben soll. Während Strago damit fliehen will, wird er von einer anderen Person niedergeschlagen, die ihm das Bild stiehlt.
Inspector Martland, der seit langem in Johanna verliebt ist, beauftragt Mortdecai, das Bild wiederzubeschaffen. Mortdecai nimmt den Auftrag an und beginnt, bei dem Kunsthändler Sir Graham sowie bei Spinoza, der auch im Kunstschmuggel aktiv ist, Informationen einzuholen. Während er sich mit Spinoza unterhält, wird dieser von Strago erschossen, und Mortdecai kann nur mit der Hilfe von Jock entfliehen. Kurz darauf wird Mortdecai von zwei russischen Schlägern, Dmitri und Vladimir, entführt und zu dem russischen Kunstsammler Romanov nach Moskau gebracht, der davon ausgeht, dass Mortdecai das verschollene Bild hat, und dieses durch Folter von ihm erzwingen will. Wieder gelingt es Mortdecai mit Hilfe seines Dieners, zu fliehen und nach England zurückzukehren. Zwischenzeitlich konnte Johanna den Inspektor über die Hintergründe des Falls ausfragen und gelangte so an den Diener der Restauratorin und ihren Liebhaber, den Herzog.
Nach seiner Rückkehr am Londoner Flughafen wird Mortdecai von Martland abgefangen und direkt weiter nach Los Angeles geschickt, wo er seinen Rolls-Royce an Milton Krampf übergeben soll. Martland hat herausgefunden, dass das Bild an Krampf verkauft wurde. Als er bei Krampf ankommt, entnimmt dieser das Bild der Verkleidung des Rolls-Royce, mit dem Mortdecai gerade bei ihm ankam. Auf dem Anwesen Krampfs versucht dessen Tochter Georgina, Mortdecai zu verführen. Krampf gibt am Abend eine Party zur Enthüllung des gestohlenen Gemäldes, und Jock und Mortdecai beschließen, das Bild am Abend zu stehlen. Während der Party tauchen Johanna und später auch Martland auf. Als Mortdecai in Krampfs Zimmer kommt, findet er diesen von Strago ermordet vor, der das Bild gerade einrollt und fliehen will. Er wird von Mortdecai, Johanna und Jock gestellt, die daraufhin von Georgina überrascht werden, die mit Strago gemeinsame Sache macht. Georgina und Strago können mit dem Bild fliehen, werden jedoch von Mortdecai und Martland verfolgt, bevor sie das Geheimnis lüften können. Während des danach von Martland angezündeten Feuers im Motel, bei dem das gesamte Zimmer explodiert, wird auch das Bild zerstört.
Mortdecai und seine Frau rekonstruieren nun die gesamte Geschichte und schlussfolgern, dass das Bild eine Fälschung war, die Bronwen auf der Basis des Originals angefertigt hatte, das im Badezimmer des Herzogs, ihres Liebhabers, hängen muss. Als die Mortdecais beim Herzog eintreffen, ist dieser verstorben und sie nehmen das Original an sich. Um es zu verkaufen, entwickeln sie den Plan, es mit dem Motiv des von ihnen zur Auktion gegebenen Bildes zu übermalen und diese Information in die Kunsthändlerkreise zu verteilen, um einen maximalen Preis für das Bild zu bekommen. Auf der Auktion versuchen sowohl Strago als auch die russischen Schläger Romanovs und die Schergen von Fang Fat, Mortdecai das Bild abzunehmen, werden jedoch von Jock abgewehrt. Mortdecai gelingt der Austausch, und er kommt schnell genug in die Auktion, um den Preis hochzutreiben. Romanov ersteht das Bild am Ende und kann es mit nach Moskau nehmen, wo er feststellt, dass er hereingelegt wurde: Die Mortdecais hatten ein weiteres Bild präpariert und sind nun im Besitz des Originals.
In der Schlussszene steigen die Eheleute gemeinsam in die Badewanne, und Johanna besteht darauf, dass Charlie nun endlich den „Moustache“ entfernt, dem er sich dann aus Liebe zu ihr fügt. Sie bittet ihn daraufhin, ihn zu behalten, nach dem ersten Kuss überfällt sie jedoch erneut ein Würgereiz.

## Hintergrund
Der Film lief in den Vereinigten Staaten am 23. Januar 2015 an, in Deutschland am 22. Januar 2015. Bei einem Budget von 60 Millionen US-Dollar floppte Mortdecai bei seinem Startwochenende in den USA an den Kinokassen mit nur 4,2 Millionen Dollar. Die Einnahmen in den nachfolgenden Wochen fielen um zunächst 65 und anschließend um knapp 90 Prozent. Das weltweite Einspielergebnis beläuft sich auf 30,4 Millionen US-Dollar.

## Kritik
Der Film erhielt überwiegend negative Kritiken. Bei Metacritic erhält der Film einen Metascore von 28/100 basierend auf 20 Rezensionen, bei Rotten Tomatoes sind 12 Prozent der 89 Rezensionen positiv. Zusammenfassend schreibt man dort, der Film sei „aggressiv seltsam und vorsätzlich unlustig“ und „ein Tiefpunkt in der Karriere von Johnny Depp nach Fluch der Karibik“.
Cinema befand, dass vom „schillernd-anarchischen Geist der Romanvorlage“ im Film „nichts zu spüren“ sei. Johnny Depps „affektiertes Gehabe“ wirke „albern und aufgesetzt“ und erschöpfe sich „in endlosen Wiederholungen“. Mortdecai wolle als „eine Satire auf die Welt der reichen Müßiggänger“ verstanden werden, sei jedoch „nur eine erschreckend witzlose Komödie mit einem blonden, schnurrbärtigen Johnny Depp, dessen Freak-Performance allmählich zur Plage“ werde. Das Fazit der Seite: „Bunte, extravagante Gaunerkomödie mit wenig gelungenen Gags und einem Johnny Depp im Jack-Sparrow-Modus.“
Hingegen erhielt Mortdecai auf Kino.de fünf Sterne, die ihn als „schräge Action-Komödie mit coolem internationalem Spitzencast“ beschreibt und für Depp eine „neue Paraderolle“ bescheinigt.
Von epd Film erhielt Mortdecai 3 von 5 möglichen Sternen. Gelobt wurde Johnny Depp, der „hier sein Handwerk als Exzentriker vom Dienst […] überzeugend“ weiterentwickele. Allerdings verlasse sich Koepp „zu sehr auf das erheiternde Potenzial seines Hauptdarstellers“ und verliere „dabei die komödiantische Dynamik der Story aus den Augen, die sich zunehmend in müden Plotwendungen und erzählerischen Redundanzen“ verstolpere.
Christoph Petersen bewertete den Film auf Filmstarts ebenfalls mit 3 von 5 Sternen und meinte, der Film stehe „in der Tradition der legendären ‚Rosaroter Panther‘-Reihe“. Gelobt wurden die Darsteller, neben Johnny Depp, der „diesmal wieder vor Spielfreude“ sprühe, besonders Gwyneth Paltrow, die „selbstbewusst, schlagfertig und zeitlos elegant“ auftrete. Petersen resümierte: „Zwar wird vom Film wohl kaum mehr als Johnny Depps grandios-grausiger Schnurrbart länger in Erinnerung bleiben, aber während seiner 106 Minuten bietet ‚Mortdecai‘ nichtsdestotrotz elegant-kurzweilige Krimi-Slapstick-Comedy mit spielfreudigen Stars und schwarzhumorigen Spitzen.“
Prisma meinte, Mortdecai sei „ausgesprochen alberner Humbug“, mache aber trotzdem „über weite Strecken enormen Spaß“. David Koepp sei unterm Strich „ein gut besetzter und durchaus amüsanter Streifen gelungen, den man aber keinesfalls ernst nehmen sollte“.
Das Lexikon des internationalen Films sah in Mortdecai eine „verrückte Roman-Adaption, die einem illustren Star-Ensemble Raum zum hemmungslosen Herumalbern“ gebe, „wobei der Humor zwischen derbem Klamauk, Wortwitz und absurder Situationskomik“ changiere. Dabei sei der Film „auf die Star-Persona seines Hauptdarstellers Johnny Depp zugeschnitten“.
Der Film wurde bei der Goldenen Himbeere 2016 in drei Kategorien nominiert:
- Schlechtester Schauspieler: Johnny Depp
- Schlechteste Schauspielerin: Gwyneth Paltrow
- Schlechteste Filmpaarung: Johnny Depp und sein angeklebter Schnauzer